# Crèvecœur-le-Petit
Crèvecœur-le-Petit è un comune francese di 115 abitanti situato nel dipartimento dell'Oise, della regione dell'Alta Francia.

## Società

### Evoluzione demografica
Abitanti censiti